# Jérôme Résal
Jérôme Résal, né le 24 octobre 1926 à Bourges (Cher) et mort le 11 février 2013 à Pessac (Gironde),, était un aviateur français. Il fut pilote d'essai chez Dassault Aviation.